# Leptopanorpa cingulata
Leptopanorpa cingulata is een insect uit de orde van de schorpioenvliegen (Mecoptera), familie van de schorpioenvliegen (Panorpidae). De wetenschappelijke naam van de soort werd voor het eerst geldig gepubliceerd in 1921 door Günther Enderlein.
De soort komt voor in Java.